# Paul Pellar
Paul Pellar (* 28. November 1919 in Hermagor; † 26. Februar 1988) war ein österreichischer evangelisch-lutherischer Theologe und von 1968 bis 1988 Superintendent der Diözese Kärnten und Osttirol.

## Leben
Paul Pellar besuchte in Bad Godesberg das Gymnasium. Er studierte Theologie in Bonn und Wien, machte 1948 sein Vikariat bei Superintendent Fritz Zerbst in Villach und wurde 1949 ordiniert.
Pellar wirkte ab 1950 als amtsführender Pfarrer an der Kirche im Stadtpark in Villach. Er arbeitete als erster Fachinspektor für den evangelischen Religionsunterricht in Kärnten. Ab 1956 war er Mitglied der Synode der Evangelischen Kirche A.B. in Österreich, als deren Vizepräsident er zeitweise fungierte. Paul Pellar wurde 1968 als Nachfolger von Gerhard Glawischnig Superintendent der Diözese Kärnten und Osttirol und blieb bis zu seinem Todesjahr 1988 im Amt. Er nahm 1969 an der ersten Zusammenkunft der Ökumenischen Kontaktkommission der römisch-katholischen Diözese Gurk und 1976 – gemeinsam mit Bischof Joseph Köstner – am ersten evangelisch-katholischen Pfarrertreffen in Kärnten teil. Im Ortstafelstreit erklärte sich Pellar 1972 solidarisch mit den Kärntner Slowenen.
Die Historikerin Brigitte Pellar ist seine Tochter.

## Schriften
- Deine Hand über mir. Konfirmandenbüchlein. Evangelischer Preßverband in Österreich, Wien 1962.

## Ehrungen
- Großes Goldenes Ehrenzeichen für Verdienste um die Republik Österreich[1]